# アビサレ
アビサレ（Abisare）は、古代メソポタミアの都市国家・ラルサの王。

## 略歴
アビサレはアムル人であり、紀元前1841年から紀元前1830年の間、都市国家ラルサを支配していた。
低年代説によるとアビサレの治世は11年間で、9年目にイシンを討ったと記録されている。